# Meneses de Campos (kommunhuvudort)
Meneses de Campos är en kommunhuvudort i Spanien.   Den ligger i provinsen Provincia de Palencia och regionen Kastilien och Leon, i den centrala delen av landet, 200 km nordväst om huvudstaden Madrid. Meneses de Campos ligger 752 meter över havet och antalet invånare är 143.
Terrängen runt Meneses de Campos är platt. Runt Meneses de Campos är det mycket glesbefolkat, med 5 invånare per kvadratkilometer. Närmaste större samhälle är Medina de Ríoseco, 12,2 km sydväst om Meneses de Campos. Trakten runt Meneses de Campos består till största delen av jordbruksmark.